# Hebbville
Hebbville är en ort i Kanada.   Den ligger i provinsen Nova Scotia, i den sydöstra delen av landet, 900 km öster om huvudstaden Ottawa. Hebbville ligger 69 meter över havet och antalet invånare är 780. Den ligger vid sjöarna  Fancy Lake och Hebb Lake.
Terrängen runt Hebbville är platt, och sluttar österut. Runt Hebbville är det glesbefolkat, med 14 invånare per kvadratkilometer.. Närmaste större samhälle är Bridgewater, 3,3 km norr om Hebbville. 
I omgivningarna runt Hebbville växer i huvudsak blandskog.